# Respect (песма)
Respect је песма коју је написао и први објавио Отис Рединг, музичар издавачке куће Stax, 1965. 1967, песма је постала хит и најпознатија песма ритам и блуз певачице Арете Френклин. Док је Рединг написао песму као молбу мушкарца за поштовање и признање жене, улоге су обрнуте за верзију Френклинове. Обрада је знаменитост феминистичког покрета, и често се сматра као једна од најбољих песама рокенрол ере, доносећи јој две Греми награде 1968. за „Најбољи ритам и блуз снимак“ и „Најбоље ритам и блуз соло вокално извођење, женско“, а 1998. уведена је у Grammy Hall of Fame. 2002, Конгресна библиотека почаствовала је ову верзију додајући је у Национални регистар снимака. Такође, песма је пета на листи 500 најбољих песама свих времена магазина Ролинг стоун, а налази се и на листи Песама века, коју су саставили Снимачка индустрија Америке и Национална задужбина за уметност.